# Antharmostes semimarginata
Antharmostes semimarginata là một loài bướm đêm trong họ Geometridae.